# Eva Bernadetta Kadlecová
Eva Bernadetta Kadlecová Tölgová (* 1978) je česká malířka, věnující se hyperrealistické kresbě a realistické kresbě portrétů.

## Život
Narodila se v Počátkách v okrese Pelhřimov, kde prožila většinu svého života. Kladný vztah k malování v ní vytvořil dědeček Ferdinand Hörner, který sám maloval obrazy olejem.[zdroj?]
V 16 letech byla biřmována biskupem Liškou a díky tomu získala své druhé jméno Bernadetta.
Vystudovala pedagogiku vychovatelství a speciální pedagogiku. Uplatnila se jako vychovatelka ve Výchovném ústavu pro děti a mládež v Počátkách, pracuje jako asistentka pedagoga a vychovatelka ve školní družině na základní škole v Hluboké nad Vltavou.

## Dílo
První obrázky věnovala v Počátkách MUDr. Evě Přibylové do čekárny pro děti a dorost. Následně začala s malbami na zeď. Zpočátku malovala dětské pokojíčky a jiné domácí prostory, později pracovala na větších projektech. Nabídku se prezentovat dostala od Městské knihovny v Počátkách, kde uspořádala výstavu. Dále potom jí bylo nabídnuto malovat pro Dětské centrum, Muzeum veteránů a Městský úřad  v Nové Bystřici a dalších. Restaurovala malby ve vile z roku 1914 v Počátkách.[zdroj?]
Díky těmto malbám jí byla nabídnuta spolupráce na celovečerní filmové loutkové pohádce O moudrém Honzovi. Pro tuto pohádku navrhla všechny loutkové postavy.[zdroj?] Též se věnuje kreslení portrétů.

### Použitá technika
Ke kreslení používá pouze tužky a gumu.[nenalezeno v uvedeném zdroji] I na černé pozadí na obrazech používá pouze tužku. Občas svá díla zdobí plátkovým zlatem nebo stříbrem. Kreslí obrazy v různých velikostech, od malých A4 přes A3, A2 (60x40), 70x50 až po veliký rozměr 100x70 cm.

### Výstavy
- 2019 – Realismus v tužce (Kulturní zařízení města Počátky)[4]

Vystavovala i ve Švýcarsku.[zdroj?] Chystá se na výstavu Open Art Fest.[kdy?]